# Aristolochia odora
Aristolochia odora Steud. – gatunek rośliny z rodziny kokornakowatych (Aristolochiaceae Juss.). Występuje endemicznie w Brazylii (w stanach Bahia, Espírito Santo, Minas Gerais, Rio de Janeiro oraz São Paulo).

## Morfologia
PokrójBylina płożąca.
LiścieMają sercowato trójkątny kształt. Mają 6–17,5 cm długości oraz 3,5–11 cm szerokości. Całobrzegie, z ostrym wierzchołkiem. Są owłosione od spodu. Ogonek liściowy jest nagi i ma długość 2,5–9 cm.
KwiatyPojedyncze lub zebrane w parach. Wydzielają nieprzyjemny zapach.